# جان فرانس أويس بيرجيرون
جان فرانس أويس بيرجيرون (مواليد 26 يونيو 1973) هو ملاكم كندي، مثّل بلاده في الألعاب الأولمبية الصيفية 1996.

## روابط خارجية
جان فرانس أويس بيرجيرون على موقع بوكس ريك (الإنجليزية) (registration required)
- جان فرانس أويس بيرجيرون على موقع أوليمبيديا (الإنجليزية)